# Канализационный коллектор

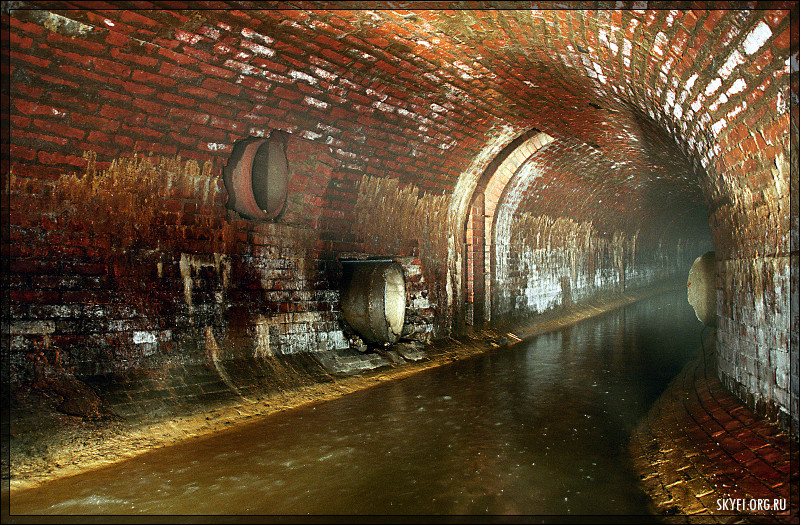
Коллектор реки Неглинки в Москве.

Колле́ктор — главный участок водосточной сети.
Обычно представляет собой трубу большого диаметра. Коллекторы являются частью городской канализационной системы; они собирают сточные воды и отводят их за пределы канализации к насосным станциям, очистным сооружениям или к месту сброса в водный объект.
Иногда в коллекторы заключают небольшие реки, протекающие в черте города. Коллекторы сооружаются преимущественно из крупных бетонных и железобетонных блоков.
На территории Москвы в коллекторах общей длиной несколько сотен километров протекают около 150 водотоков.
Во время ливня в водосточных коллекторах может возникать так называемая «коллекторная волна» — стремительное повышение уровня воды.